# ノヴォシリ公
ノヴォシリ公（ロシア語: князь Новосильский）はノヴォシリ公国の君主の称号である（「公」はクニャージからの訳出による）。君主号・公国の名は、その首都だったノヴォシリによる。

## ノヴォシリ公の一覧
括弧内はノヴォシリ公位への在位年
- アレクサンドル・セミョーノヴィチ(ru)(? - 1326年[1])
- セミョーン・アレクサンドロヴィチ？[2]
- セルゲイ・アレクサンドロヴィチ？[2]
- セミョーン・ミハイロヴィチ
- イヴァン・セミョーノヴィチ[2]
- ロマン・セミョーノヴィチ(ru)(1369年 - 1402年以降[1])

ロマン・セミョーノヴィチの統治期に、首都はオドエフへと移る。また、ロマンの子である以下の3人がノヴォシリ公国を分割継承し、新たな公位が出現するが、以下の人物、あるいは以下の公家出身の人物のうちで、権力闘争に勝利したものが、ノヴォシリ公を称することがあった。
- ヴァシリー・ロマノヴィチ(ru) - ベリョーフ公[2]
- レフ・ロマノヴィチ(ru) - ヴォロトィン公[2]
- ユーリー・ロマノヴィチ(ru) - オドエフ公[2]